# عقد 1080 هـ
عقد 1080 هـ هو الفترة بين عام 1080 إلى 1089 في التقويم الهجري، أي العشر سنوات التاسعة من القرن الحادي عشر الهجري.